# Deelstaat

De deelstaten (states) van de Verenigde Staten

De deelstaten (estados) en het Federaal District van Brazilië

Een deelstaat of staat is een staat die samen met andere staten een unie vormt.
Deze unie kan een federatie zijn of een confederatie. Een unitaire staat heeft per definitie geen deelstaten.

## Kenmerken

### Gedeelde staatsrechtelijke soevereiniteit
Deelstaten worden normaliter gekenmerkt door het feit dat ze gezamenlijk met het volk de soevereiniteit in staatsrechtelijke zin over de federale staat uitoefenen. In bijvoorbeeld de preambule van de Zwitserse federale grondwet komt dit principe van gedeelde soevereiniteit duidelijk naar voren: Das Schweizervolk und die Kantone (...) geben sich folgende Verfassung:. De gedeelde soevereiniteit houdt in dat de grondwet van een federale staat niet gewijzigd kan worden zonder instemming van de deelstaten. Hierdoor kunnen de bevoegdheden van de deelstaten nooit eenzijdig door de federale staat worden ingeperkt. De wijze waarop de instemming van de deelstaten geregeld is kan sterk verschillen. In Duitsland moet de Bondsraad, waarin leden van de zestien deelstaatregeringen zitting nemen, met een tweederdemeerderheid instemmen met een grondwetswijziging. In de Verenigde Staten moet driekwart van de deelstaatparlementen een grondwetsamendement ratificeren. In Zwitserland wordt de grondwet per referendum gewijzigd waarbij er niet alleen een 'Volksmehr' (meerderheid van het gehele Zwitserse volk) maar ook een 'Ständemehr' (meerderheid van de 26 kantonsvolkeren) nodig is.

### Staatskwaliteit
Verder worden veel deelstaten, met name in een centripetaal-federalistisch staatsbestel, gekenmerkt door staatskwaliteit. Dat wil zeggen dat ze een oorspronkelijke staatsmacht bezitten die niet door een andere (hogere) overheid aan de deelstaten is toegekend. Daarmee onderscheiden ze zich van andere deelgebieden zoals Franse departementen of Nederlandse provincies die hun macht te danken hebben aan de nationale overheid. Binnen een democratische deelstaat geldt het deelstaatvolk als de soeverein en bezit daarmee de oorspronkelijke grondwetgevende macht. Meestal heeft het deelstaatvolk zichzelf in het verleden via een grondwetgevende vergadering een grondwet gegeven. Deze deelstaatgrondwet stelt de staatsmacht in en creëert de staatsorganen zoals een parlement en een regering die deze macht mogen uitoefenen en legt door middel van een grondrechtencatalogus beperkingen op aan de uitoefening van de staatsmacht. De deelstaatvolkeren vormen dus middels de grondwet de legitimatiebron van de staatsmacht van de deelstaten. De staatsmacht van de deelstaten is echter niet onbeperkt, want de federale grondwet perkt de staatsmacht van de deelstaten in. Zo heeft de federale staat meestal een aantal exclusieve wetgevende en uitvoerende bevoegdheden en kan die ook eisen stellen aan de staatsinrichting van de deelstaat.

## Voorbeelden
De volgende landen kennen een onderverdeling in deelstaten (al is de benaming soms een andere):
- Argentinië: províncias
- Australië: staten en territoria
- België: gewesten en gemeenschappen
- Brazilië: estados
- Canada: provincies en territoria (fr: Provinces et territoires / en: Provinces and Territories)
- Duitsland: (Bundes)länder
- India: deelstaten
- Maleisië: staten en territoria
- Mexico: estados
- Oostenrijk: Bundesländer
- Verenigde Arabische Emiraten: emiraten (imarat)
- Verenigde Staten: states
- Zwitserland: kantons

Sommige van deze landen zijn niet uitsluitend onderverdeeld in deelstaten, maar beschikken daarnaast over territoria met een andere status.